# Koh-i-Baba
Koh-i-Baba is een gebergte ten oosten van de Afghaanse hoofdstad Kabul. Sommige bergen in het gebergte hebben een hoogte van meer dan 5000 meter.